# جيمي كووغان
جيمي كووغان (بالإنجليزية: Jimmy Coogan)‏ هو لاعب قذف أيرلندي، ولد في 1979 في Tullaroan ‏ في جمهورية أيرلندا.